# Surət Hüseynov
Surət Hüseynov (ur. 12 lutego 1959 w Kirowabadzie, zm. 31 lipca 2023 w Stambule) – azerski wojskowy i polityk, przywódca przewrotu, który doprowadził do obalenia prezydenta Əbülfəza Elçibəya i dojścia do władzy Heydəra Əliyeva.

## Życiorys
Pracował zawodowo jako ślusarz, następnie ukończył Instytut Technologiczny w Leninabadzie. Następnie został dyrektorem fabryki włókienniczej w Yevlaxu. Poza obowiązkową dwuletnią służbą wojskową nie miał żadnego doświadczenia wojskowego. Mimo to po wybuchu konfliktu zbrojnego o Górski Karabach zorganizował własny oddział i osobiście został jego dowódcą. W czasie azerskiej ofensywy w lecie 1992, która doprowadziła do zajęcia Ağdərə, odznaczył się w walce i zyskał sławę bohatera narodowego, taki też tytuł oficjalnie otrzymał. Dwa dni przed zajęciem wymienionego miasta uzyskał od prezydenta Əbülfəza Elçibəya nominację na zastępcę premiera i nadzwyczajnego pełnomocnika prezydenta w Górskim Karabachu. Mimo to we wrześniu 1992 jego oddział otrzymał rozkaz wycofania się z walki o korytarz łacziński i udania się do Gandży. Hüseynov otwarcie krytykował rozkazy swoich zwierzchników (rozwój sytuacji na froncie udowodnił zresztą, iż jego zarzuty były słuszne). Sprawiło to, że prezydent postanowił usunąć go z powierzonych wcześniej stanowisk. Pozbawienie Hüseynova funkcji okazało się jednak praktycznie niewykonalne, gdyż był on popularny wśród swoich żołnierzy, jak również popierany przez wojska rosyjskie stacjonujące w Gandży; azerski dowódca utrzymywał z rosyjskimi oficerami liczne i zażyłe kontakty.
5 lutego 1993 nowa ofensywa ormiańska w Górskim Karabachu zakończyła się przerwaniem azerskich linii obronnych, co władze kraju wykorzystały jako pretekst w sporze z Hüseynovem, oskarżając go o zdradę. Na podstawie podejrzeń o kolaborację z wrogiem w końcu lutego 1993 dowódca został usunięty ze wszystkich pełnionych funkcji, powierzając mu w zamian jedynie stanowisko dyrektora państwowego przedsiębiorstwa „Azerszerst'”. Obydwie strony publicznie formułowały wobec siebie ciężkie oskarżenia, Hüseynov twierdził nawet, że prezydent zlecił jego zabójstwo. Hüseynov pozostawał przy tym w Gandży, korzystając z obecności w mieście rosyjskiej 104. dywizji powietrznodesantowej. Została ona ewakuowana dopiero w końcu maja 1993. Przed opuszczeniem terytorium Azerbejdżanu rosyjscy żołnierze przekazali żołnierzom Hüseynova znaczną część sprzętu wojskowego. Fakt ten był przyczyną kontrowersji i spekulacji wokół motywacji przyszłego organizatora puczu i jego możliwych związków z Rosją. Nie ustalono nawet, czy przekazanie broni było zainspirowane przez rosyjskie tajne służby, czy też było inicjatywą własną dowództwa wycofywanej jednostki. W ocenie niektórych historyków Hüseynov działał na polecenie Rosjan, zdaniem innych kierował się wyłącznie wąsko pojętym interesem własnym, nie zastanawiając się, jakie mogło być podłoże przekazania mu rosyjskiej broni.
W obliczu takiego postępowania Hüseynova władze azerskie postanowiły siłowo zakończyć konflikt ze zbuntowanym dowódcą i wiernymi mu siłami, kierując przeciwko nim gwardię prezydencką i wojska wewnętrzne (operacja Tajfun). Wierne Hüseynovowi oddziały nie tylko jednak odparły siły rządowe, ale również opanowały całą Gandżę. Część sił rządowych przeszła na stronę puczystów. Hüseynov wziął także do niewoli jednego ministra, dwóch wiceministrów i prokuratora generalnego, którzy towarzyszyli siłom rządowym. Ostatniego z wymienionych zmusił, by wydał nakaz aresztowania prezydenta Elçibəya. 7 czerwca, dwa dni po zwycięstwie puczystów w walkach o Gandżę, Hüseynov zwołał konferencję prasową, w czasie której zażądał dymisji wszystkich najwyższych funkcjonariuszy państwowych, w tym prezydenta. Zapowiedział także, że jeśli jego żądania nie zostaną spełnione w ciągu tygodnia, obali rząd siłą. Natychmiast po konferencji organizator puczu spotkał się z dowódcą wycofanej z Gandży dywizji rosyjskiej W. Szczerbakiem, współpracownikami Heydəra Əliyeva, przedstawicielami Zgromadzenia Narodowego i muzułmańskiego duchowieństwa, jak również z wicepremierem Abbasowem, uzyskując ich poparcie – wszyscy wymienieni zaapelowali do obywateli, by wypowiedzieli prezydentowi posłuszeństwo.
Rząd azerski nie odpowiedział na ultimatum bezpośrednio po jego ogłoszeniu. Hüseynov, nie czekając na upływ terminu ultimatum, 10 czerwca wyruszył na Baku. W mieście już od 8 czerwca dochodziło do manifestacji antyrządowych, nastroje społeczne obróciły się zdecydowanie przeciwko prezydentowi i rządowi. Siły Hüseynova weszły do stolicy bez żadnego oporu. Prezydent, deklarując chęć uniknięcia eskalacji walk wewnętrznych, wyjechał z Baku do rodzinnej wsi w Nachiczewaniu. Prezydent uznał, że najkorzystniejszym wyjściem z sytuacji będzie uznanie przewodniczącego parlamentu, Heydəra Əliyeva, jako tymczasowego prezydenta. Już po ostatecznym zwycięstwie puczu jego organizatorzy przeprowadzili plebiscyt, w którym Elçibəyowi odebrano urząd prezydencki. Za odejściem dotychczasowego prezydenta opowiedziało się w nim 97% uczestników. W październiku 1993 w wyborach prezydenckich Əliyev został wybrany na nową głowę państwa ogromną większością głosów (97,6%) przy frekwencji 98,8%. Mimo tego Elçibəy nadal uważał się za prawowitego prezydenta.
Wcześniej, 1 lipca 1993, dzięki poparciu Əliyeva Hüseynov został nowym premierem Azerbejdżanu. Już w roku następnym został oskarżony o próbę obalenia prezydenta. Zbiegł wówczas do Rosji, lecz w 1997 miała miejsce jego ekstradycja do Azerbejdżanu, gdzie w 1999 został skazany na dożywotnie więzienie. W 2004 został ułaskawiony przez prezydenta İlhama Əliyeva.
W 1992 roku został uhonorowany orderem Narodowy Bohater Azerbejdżanu. To odznaczenie zostało mu odebrane w 1994 roku.